# Diferència de color
En la ciència del color, la diferència de color o distància de color és la separació entre dos colors. Aquesta mètrica permet l'examen quantificat d'una noció que abans només es podia descriure amb adjectius. La quantificació d'aquestes propietats és de gran importància per a aquells el treball dels quals és crític pel que fa al color. Les definicions comunes fan ús de la distància euclidiana en un espai de color independent del dispositiu.

## Euclidià

### sRGB
Com que la majoria de les definicions de diferència de color són distàncies dins d'un espai de color, el mitjà estàndard per determinar les distàncies és la distància euclidiana. Si actualment un té una tupla RGB (vermell, verd, blau) i vol trobar la diferència de color, computacionalment una de les més fàcils és considerar les dimensions lineals R, G, B que defineixen l'espai de color.
Es pot donar un exemple molt senzill entre els dos colors amb valors RGB (0, 64, 0) (verd) i (255, 64, 0) (carbassa): la seva distància és de 255. Anant d'allà a (255, 64, 128) (rosa) és una distància de 128.
Quan volem calcular la distància del primer punt al tercer punt (és a dir, canviant més d'un dels valors de color), podem fer això:
{\displaystyle {\text{distància}}={\sqrt {(R_{2}-R_{1})^{2}+(G_{2}-G_{1})^{2}+(B_{2}-B_{1})^{2}}}.}Quan el resultat també ha de ser computacionalment senzill, sovint és acceptable eliminar l'arrel quadrada i simplement utilitzar-lo
{\displaystyle {\text{distància}}^{2}=(R_{2}-R_{1})^{2}+(G_{2}-G_{1})^{2}+(B_{2}-B_{1})^{2}.}Això funcionarà en els casos en què s'ha de comparar un sol color amb un sol color i simplement cal saber si una distància és més gran. Si es sumen aquestes distàncies de color al quadrat, aquesta mètrica es converteix efectivament en la variància de les distàncies de color.
Hi ha hagut molts intents de ponderar els valors RGB, però aquests són demostrables pitjor en les determinacions del color i són pròpiament les contribucions a la brillantor d'aquests colors, més que al grau en què la visió humana té menys tolerància per a aquests colors. Les aproximacions més properes serien més apropiades (per a sRGB no lineals, utilitzant un rang de colors de 0 – 255): {\displaystyle {\begin{cases}{\sqrt {2\Delta R^{2}+4\Delta G^{2}+3\Delta B^{2}}},&{\bar {R}}<128,\\{\sqrt {3\Delta R^{2}+4\Delta G^{2}+2\Delta B^{2}}}&{\text{altrament}},\end{cases}}}on:
{\displaystyle {\begin{aligned}\Delta R&=R_{1}-R_{2},\\\Delta G&=G_{1}-G_{2},\\\Delta B&=B_{1}-B_{2},\\{\bar {R}}&={\frac {1}{2}}(R_{1}+R_{2}).\end{aligned}}}Una de les millors aproximacions de baix cost, de vegades anomenada "redmean", combina els dos casos sense problemes:
{\displaystyle {\begin{aligned}{\bar {r}}&={\frac {1}{2}}(R_{1}+R_{2}),\\\Delta C&={\sqrt {\left(2+{\frac {\bar {r}}{256}}\right)\Delta R^{2}+4\Delta G^{2}+\left(2+{\frac {255-{\bar {r}}}{256}}\right)\Delta B^{2}}}.\end{aligned}}}Hi ha una sèrie de fórmules de distància de color que intenten utilitzar espais de color com HSV o HSL amb la tonalitat representada com un cercle, col·locant els diferents colors dins d'un espai tridimensional d'un cilindre o un con, però la majoria d'aquests són només modificacions de RGB; sense tenir en compte les diferències en la percepció humana del color, tendiran a ser iguals amb una mètrica euclidiana simple.

### Espais de color uniformes
CIELAB i CIELUV són espais de color relativament uniformes a nivell perceptiu i s'han utilitzat com a espais per a mesures euclidianes de la diferència de color. La versió de CIELAB es coneix com a CIE76. Tanmateix, posteriorment es va descobrir la no uniformitat d'aquests espais, fet que va provocar la creació de fórmules més complexes.
Espai de color uniforme: un espai de color en què les diferències numèriques equivalents representen diferències visuals equivalents, independentment de la ubicació dins de l'espai de color. Un espai de color realment uniforme ha estat l'objectiu dels científics del color durant molts anys. La majoria dels espais de color, encara que no són perfectament uniformes, s'anomenen espais de color uniformes, ja que són més gairebé uniformes en comparació amb el diagrama de cromaticitat.
— Glossari X-rite[2]
Se suposa que un espai de color uniforme fa una mesura simple de la diferència de color, normalment euclidiana, "només funciona". Els espais de color que milloren en aquest problema inclouen CAM02-UCS, CAM16-UCS i Jzazbz.

#### Rec. ITU-R BT.2124 o ΔEITP
El 2019 es va introduir un nou estàndard per a WCG i HDR, ja que CIEDE2000 no era adequat per a això: CIEDE2000 no és fiable per sota d'1. cd/m 2 i no s'ha verificat per sobre de 100 cd/m2 ; a més, fins i tot en BT.709 blau primari CIEDE2000 està subestimant l'error. Δ E ITP s'escala de manera que un valor d'1 indiqui el potencial d'una diferència de color només notable. La mètrica de diferència de color Δ E ITP es deriva de la pantalla referenciada ICT CP, però XYZ també està disponible a l'estàndard. La fórmula és una distància euclidiana a escala senzilla:
{\displaystyle \Delta E_{\text{ITP}}=720{\sqrt {(I_{1}-I_{2})^{2}+(T_{1}-T_{2})^{2}+(P_{1}-P_{2})^{2}}},}on els components d'aquest "ITP" ve donat per
jo = jo ,
T = 0,5 C T ,
P = C P

### Altres construccions geomètriques
Se sap que la mesura euclidiana funciona malament en grans distàncies de color (és a dir, més de 10 unitats a la majoria de sistemes). Un enfocament híbrid on s'utilitza una distància de taxi entre la lleugeresa i el pla cromàtic, {\textstyle \Delta E_{\text{HyAB}}={\sqrt {(a_{2}-a_{1})^{2}+(b_{2}-b_{1})^{2}}}+\left|L_{2}-L_{1}\right|}, es demostra que funciona millor a CIELAB.

## CIELAB ΔE*
La Comissió Internacional d'Il·luminació (CIE) anomena la seva mètrica de distància ΔE* (també anomenada incorrectament dE*, dE o "Delta E") on delta és una lletra grega que s'utilitza sovint per indicar diferència, i E significa Empfindung ; Alemany per "sensació". L'ús d'aquest terme es remunta a Hermann von Helmholtz i Ewald Hering.
Les no uniformitats perceptives en l'espai de color CIELAB subjacent han fet que el CIE perfeccioni la seva definició al llarg dels anys, donant lloc a les fórmules superiors (tal com recomana el CIE) 1994 i 2000. Aquestes no uniformitats són importants perquè l'ull humà és més sensible a certs colors que a altres. La mètrica CIELAB s'utilitza per definir la tolerància de color dels sòlids CMYK. Una bona mètrica hauria de tenir-ho en compte per tal que la noció de "diferència només notable" (JND) tingui significat. En cas contrari, un cert ΔE pot ser insignificant entre dos colors en una part de l'espai de color mentre que és significatiu en una altra part.
Totes les fórmules ΔE* estan dissenyades originalment per tenir la diferència d'1,0 per a un JND. Aquesta convenció és seguida generalment per altres funcions de distància perceptiva com l'esmentada ΔEITP. Tanmateix, una experimentació addicional pot invalidar aquesta hipòtesi de disseny, sent un exemple la revisió de CIE76 ΔE*ab JND a 2.3.

### CIE76
La fórmula de diferència de color CIE 1976 és la primera fórmula que relaciona una diferència de color mesurada amb un conjunt conegut de coordenades CIELAB. Aquesta fórmula ha estat succeïda per les fórmules de 1994 i 2000 perquè l'espai CIELAB va resultar no ser tan perceptivament uniforme com es pretenia, especialment a les regions saturades. Això vol dir que aquesta fórmula valora aquests colors massa altament en comparació amb altres colors.
Donats dos colors a l'espai de color CIELAB, {\textstyle ({L_{1}^{*}},{a_{1}^{*}},{b_{1}^{*}})} i {\textstyle ({L_{2}^{*}},{a_{2}^{*}},{b_{2}^{*}})}, la fórmula de diferència de color CIE76 es defineix com:
{\displaystyle \Delta E_{ab}^{*}={\sqrt {(L_{2}^{*}-L_{1}^{*})^{2}+(a_{2}^{*}-a_{1}^{*})^{2}+(b_{2}^{*}-b_{1}^{*})^{2}}}.}
{\textstyle \Delta E_{ab}^{*}\approx 2.3} correspon a un JND (només una diferència notable).

### CMC l:c (1984)
El 1984, el Comitè de Mesura del Color de la Societat de Tintors i Coloristes va definir una mesura de diferència basada en el model de color CIE L*C*h, una representació alternativa de les coordenades L*a*b*. Anomenat després del comitè de desenvolupament, la seva mètrica s'anomena CMC l:c. El quasimètric (és a dir, viola la simetria: el paràmetre T es basa en la tonalitat de la referència {\displaystyle h_{1}} sol) té dos paràmetres: lleugeresa (l) i croma (c), que permeten als usuaris ponderar la diferència en funció de la relació de l:c que es consideri adequada per a l'aplicació. Els valors que s'utilitzen habitualment són 2:1  per a l'acceptabilitat i 1:1 per al llindar d'imperceptibilitat.

### CIE94
La definició de diferència de color CIE 1976 es va estendre per abordar les no uniformitats perceptives, tot conservant l'espai de color CIELAB, mitjançant la introducció de factors de ponderació paramètrics específics de l'aplicació k L, k C i k H, i les funcions S L, S C i S H derivades de les dades de tolerància d'una prova de pintura d'automòbil.

### CIEDE2000
Com que la definició de 1994 no va resoldre adequadament el problema de la uniformitat perceptiva, el CIE va perfeccionar la seva definició amb la fórmula CIEDE2000 publicada el 2001, afegint cinc correccions:
- Un terme de rotació de to ( RT ), per tractar la regió blava problemàtica (angles de to al voltant de 275°):
- Compensació per colors neutres (els valors primers a les diferències L*C*h)
- Compensació per lleugeresa (SL)
- Compensació de croma (SC)
- Compensació per la tonalitat (SH)

## Tolerància

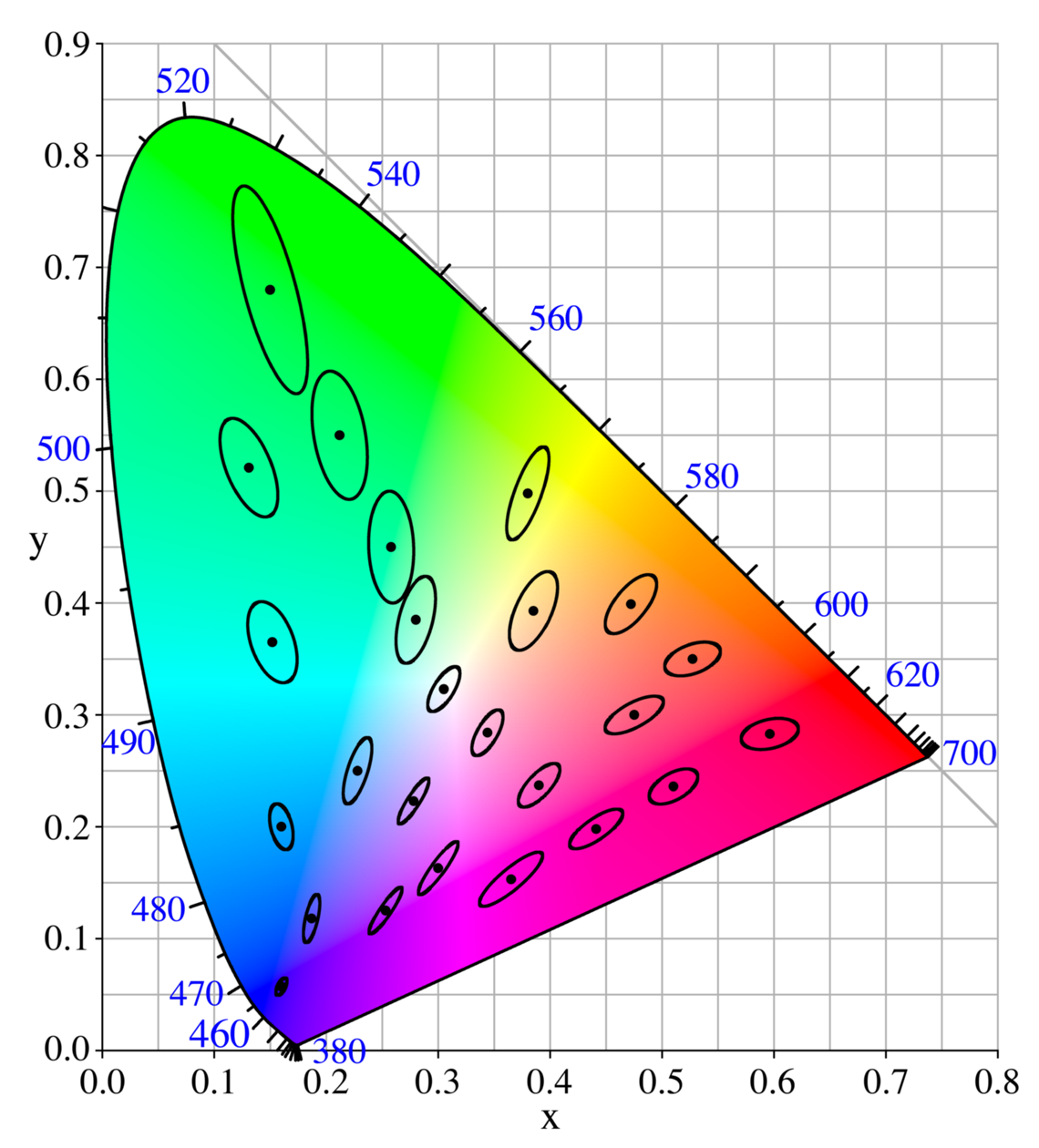
Un diagrama de MacAdam a l'espai de color CIE 1931. Les el·lipses es mostren deu vegades la mida real.

La tolerància fa referència a la pregunta "Què és un conjunt de colors que estan de manera imperceptible/acceptable a prop d'una referència determinada?" Si la mesura de la distància és perceptivament uniforme, aleshores la resposta és simplement "el conjunt de punts la distància dels quals a la referència és menor que el llindar de la diferència just-noticeable (JND)". Això requereix una mètrica perceptivament uniforme per tal que el llindar sigui constant en tota la gamma (ranga de colors). En cas contrari, el llindar serà una funció del color de referència, feixuc com a guia pràctica.
A l'espai de color CIE 1931, per exemple, els contorns de tolerància es defineixen per l'el·lipse de MacAdam, que manté L* (lleugeresa) fixa. Com es pot observar al diagrama adjacent, les el·lipses que denoten els contorns de tolerància varien de mida. És en part aquesta falta d'uniformitat la que va portar a la creació de CIELUV i CIELAB.
De manera més general, si es permet que la lleugeresa variï, trobarem que la tolerància establerta és el·lipsoïdal. Augmentar el factor de ponderació en les expressions de distància esmentades té l'efecte d'augmentar la mida de l'el·lipsoide al llarg de l'eix respectiu.
La definició de "apropament acceptable" també depèn dels requisits industrials i la pràctica. A la indústria de l'automoció, el ΔE*CMC a la indústria de l'automòbil és bastant estricte, sovint inferior a 0,5 sota D65/10. A la impressió, el límit típic és de 2,0 per sota de D50, tot i que alguns processos requereixen fins a 5,0.